# Woodrow-Wilson-Denkmal (Prag)

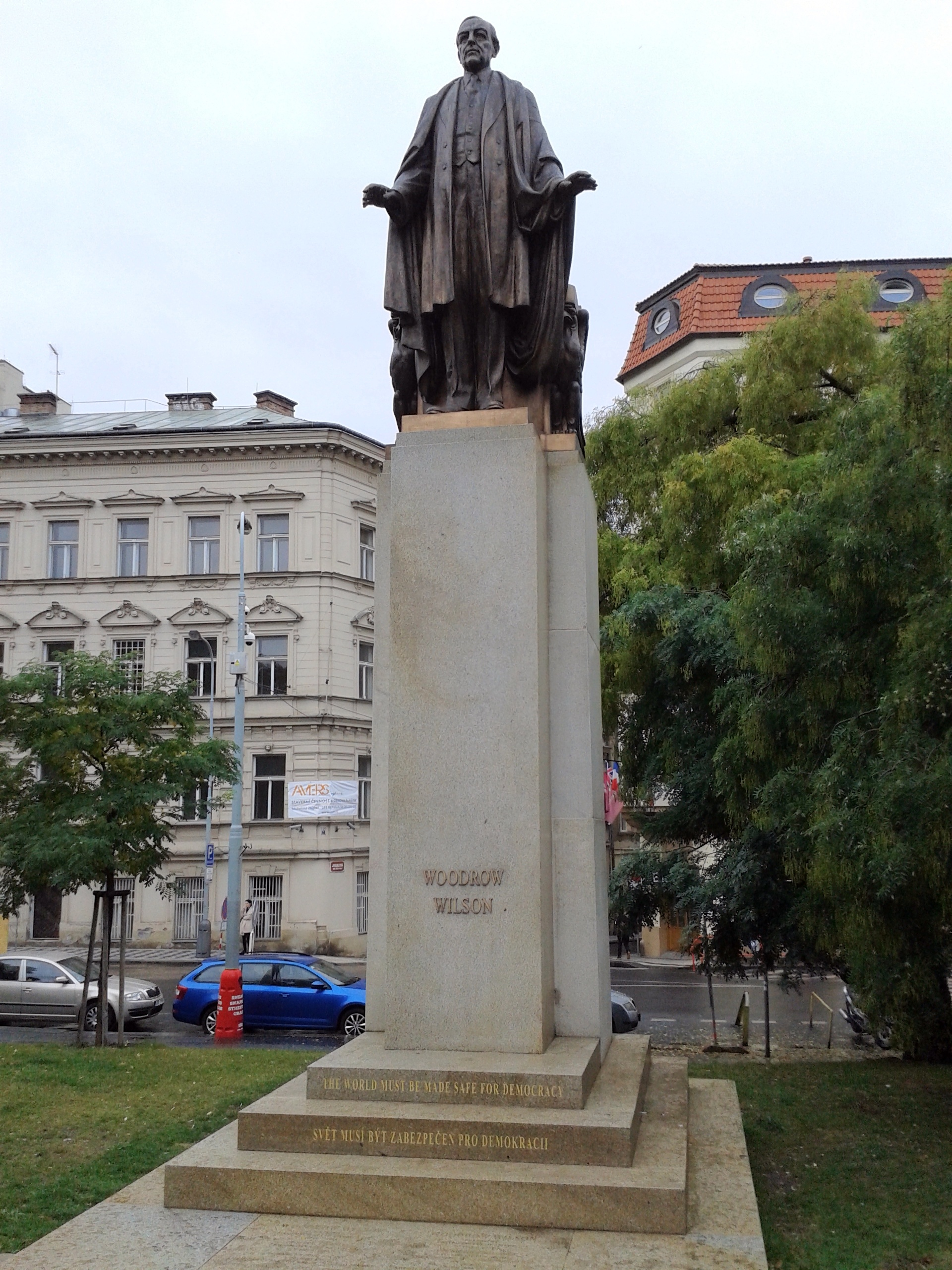
Woodrow-Wilson-Denkmal gegenüber dem Hauptbahnhof (2015).

Das Woodrow-Wilson-Denkmal (tschechisch Pomník Woodrowa Wilsona) in Prag steht im Vrchlický-Garten (tschechisch Vrchlického sady) gegenüber dem Hauptbahnhof. Es ist die Nachbildung des Wilson-Denkmals aus dem Jahr 1928, das die deutschen Besatzer 1941 zerstören ließen. Die Nachbildung wurde im Bildhaueratelier Michal Blažek hergestellt und am 5. Oktober 2011 feierlich enthüllt.
Das Denkmal ist dem amerikanischen Präsidenten Thomas Woodrow Wilson (1913–1921) gewidmet, der maßgeblich zur Nachkriegsordnung Europas beitrug und die Gründung des selbstständigen tschechoslowakischen Staates im Jahr 1918 unterstützte. Es symbolisiert die freundschaftliche Verbundenheit zwischen den Bürgern der Vereinigten Staaten und der Tschechischen Republik.

## Das erste Denkmal (1928)
Nach dem Zusammenbruch der österreichisch-ungarischen Monarchie im Jahr 1918 entstand eine Reihe unabhängiger europäischer Nationalstaaten, zu denen auch die Tschechoslowakei gehörte. Maßgeblich an der Gründung der neuen Republik war der damalige Präsident der Vereinigten Staaten von Amerika, Thomas Woodrow Wilson, beteiligt, der die diplomatischen Bemühungen des zukünftigen tschechoslowakischen Präsidenten Tomáš Garrigue Masaryk unterstützte und Masaryks Exilregierung anerkannte. Woodrow Wilson genoss dafür in der Tschechoslowakei eine hohe Wertschätzung. Der Prager Hauptbahnhof bekam nach dem Ersten Weltkrieg den Namen Wilson-Bahnhof (tschechisch Wilsonovo nádraží) und direkt vor dem Haupteingang wurde die überlebensgroße Bronzestatue des amerikanischen Präsidenten aufgestellt.
Die Statue war ein Geschenk von Amerikanern tschechischer und slowakischer Herkunft und wurde am 4. Juli 1928 im Rahmen der Feierlichkeiten zum zehnjährigen Gründungsjubiläum der Tschechoslowakei feierlich enthüllt. Schöpfer der Skulptur war der tschechisch-amerikanische Bildhauer Albín Polášek. Bei der Enthüllung, die in Anwesenheit des tschechoslowakischen Staatspräsidenten Tomáš Garrigue Masaryk stattfand, hielt Albert Einstein als Gesandter der Vereinigten Staaten die Festrede, in der es „das Denkmal als angemessenen Tribut an das Andenken des Präsidenten der Vereinigten Staaten Wilson, dessen Name für immer mit der Unabhängigkeit der tschechoslowakischen Republik verbunden bleibe“, bezeichnete.
Kurz nachdem Deutschland im Dezember 1941 den Vereinigten Staaten den Krieg erklärt hatte, ordnete Reichsprotektor Reinhard Heydrich die Zerstörung der Statue an. Die Abtragung erfolgte am Abend des 12. Dezember 1941; es wurde eine Tafel errichtet mit der Aufschrift: „Hier stand das Wilsondenkmal, das auf Befehl des Stellvertretenden Reichsprotektors SS-Obergruppenführer Heydrich abgetragen wurde.“
Die deutschen Behörden benannten den Wilson-Bahnhof wieder in Hauptbahnhof um. Nach dem Zweiten Weltkrieg hieß er wieder Wilson-Bahnhof, allerdings nur bis zur nochmaligen Rückumbenennung 1953.

## Das neue Denkmal (2011)

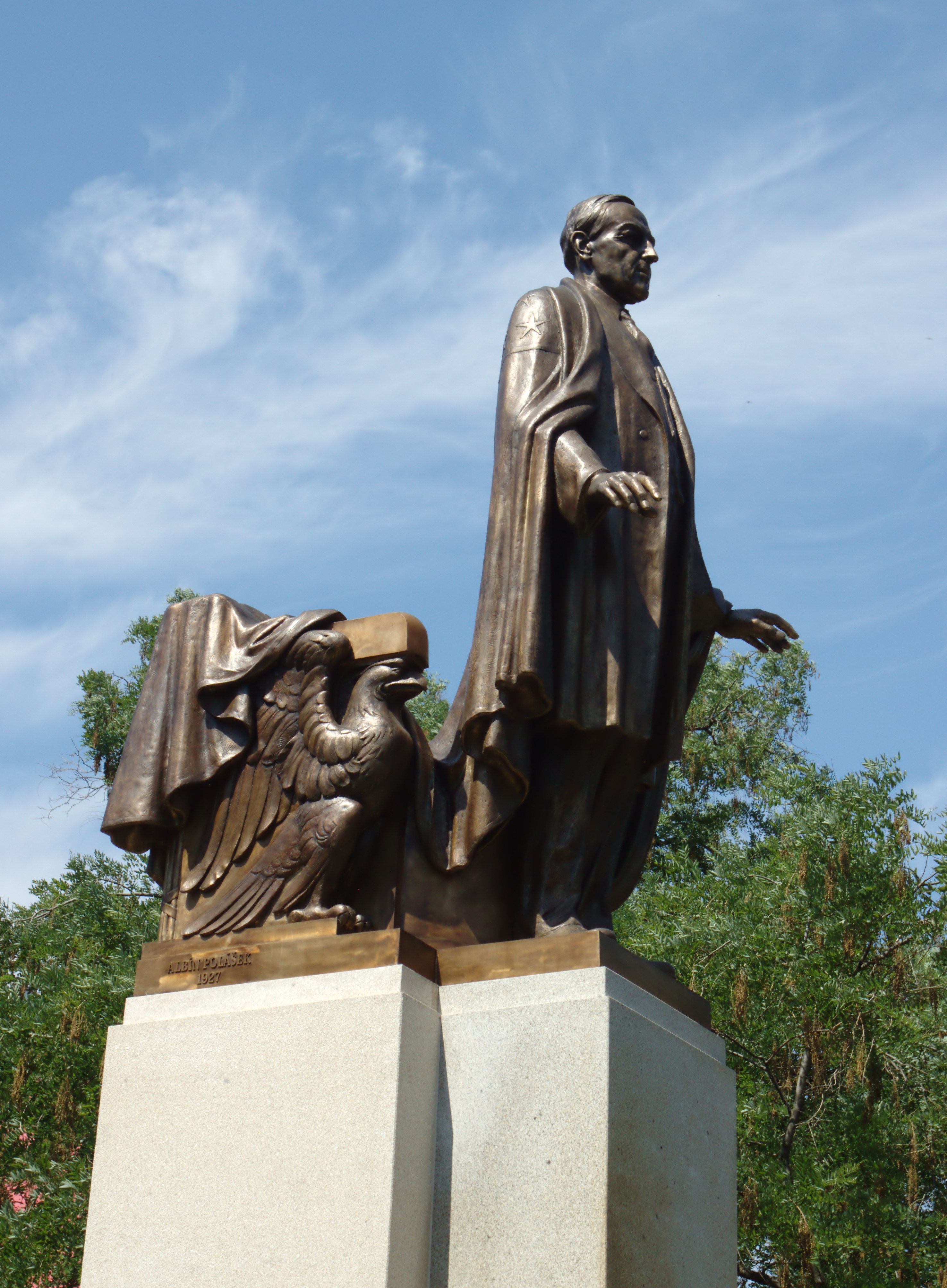
Detail: Wilson-Statue (2012)

Das neue Denkmal entstand auf Initiative der amerikanischen gemeinnützigen Organisation American Friends of the Czech Republic (AFoCR). Sie startete im Jahr 2008 eine Ausschreibung für die Wiederherstellung des Denkmals und kümmerte sich auch um die Finanzierung. Den Wettbewerb gewann ein Team der Bildhauer Michal Blažek, Václav Frýdecký und Daniel Talavera. Mit der architektonischen Gestaltung wurde Mikuláš Hulec beauftragt.
Das neue Denkmal ist fast gleich mit der ursprünglichen Version von 1928. Das Team um Michal Blažek konnte sich auf archivierte Fotografien, Beschreibungen der Arbeitsabläufe und weitere Details stützen, außerdem blieb der Kopf der Originalskulptur im Lapidarium des Nationalmuseums erhalten.
Die Arbeiten an der Statue waren überschattet vom Streit der Bildhauer Michal Blažek und Oldřich Hejtmánek. Hejtmánek, der die Ausschreibung verloren hatte, protestierte gegen die Entscheidung der Jury und weigerte sich, einen im Voraus hergestellten Abguss des Originalkopfes dem Siegerteam zur Verfügung zu stellen. Michal Blažek musste deshalb einen eigenen Abguss anfertigen. Bei der Aufstellung eines Modells am zukünftigen Standort kam es zu Beschimpfungen und Handgreiflichkeiten zwischen den beiden Bildhauern.
Das neue Denkmal wurde am 5. Oktober 2011 feierlich enthüllt. Zu den prominentesten Gästen gehörten Staatspräsident Václav Klaus, sein Vorgänger Václav Havel, die in Prag geborene ehemalige amerikanische Außenministerin Madeleine Albright und der amerikanische Botschafter Norman Eisen. Die Denkmalenthüllung war Höhepunkt der Wilson-Woche, während der eine Reihe Kulturveranstaltungen und Ausstellungen stattfand.
Für die Nachbildung hat man in der Nähe des Bahnhofs einen neuen Ort gefunden, denn an dem alten befindet sich die in den 1970er Jahren erbaute neue Bahnhofshalle.

## Beschreibung
Die 3,5 Meter hohe Bronzestatue des Präsidenten steht auf einem hohen Sockel, das Gesicht ist zum Bahnhofsgebäude gewandt. Wilson breitet seine Arme aus. Diese Geste ist seinem Auftritt auf der Friedenskonferenz von Versailles 1919 nachempfunden, als der Präsident von seinem Sessel aufstand und mit ausgebreiteten Armen symbolisch die neuen Völker Europas segnete.
Auf dem Sockel befindet sich die Inschrift „WOODROW WILSON“. Zum Sockel führen vier Stufen. Die Vorderkante der vorletzten Stufe trägt die Aufschrift „SVĚT MUSÍ BÝT ZABEZPEČEN PRO DEMOKRACII“ (auf Deutsch sinngemäß „DIE WELT MUSS FÜR DIE DEMOKRATIE SICHER GEMACHT WERDEN“), an der Oberkante der letzten Stufe steht der gleiche Satz in englischer Sprache „THE WORLD MUST BE MADE SAFE FOR DEMOCRACY“.
Zum Denkmal gehört auch der sogenannte „Weg der Freiheit“. Er besteht aus ziegelfarbenen Platten mit Namen von Personen, die das Projekt finanziell unterstützten, und führt symmetrisch von rechts und links durch den Rasen zum Denkmal.